# Diamante (kommun)
Diamante är en kommun i Brasilien.   Den ligger i delstaten Paraíba, i den östra delen av landet, 1 400 km nordost om huvudstaden Brasília. Antalet invånare är 6 616.
Omgivningarna runt Diamante är huvudsakligen savann. Runt Diamante är det ganska glesbefolkat, med 50 invånare per kvadratkilometer.